# Clickbait (Miniserie)
Clickbait (von to click = klicken und bait = Köder) ist eine US-amerikanisch-australische, achtteilige Thriller-Miniserie, die am 25. August 2021 bei Netflix Premiere hatte. Sie geht auf die Idee und das Drehbuch von Tony Ayres und Christian White zurück. Gedreht wurde die in Oakland spielende Serie wegen der Corona-Pandemie vorwiegend im australischen Melbourne.
Im September 2021 war Clickbait die weltweit viertmeistgesehene Serie auf Netflix. Etwa die Hälfte der Rezensenten kritisierten die Serie.

## Handlung
Die acht Episoden handeln von einem Familienvater, der plötzlich verschwindet, in einem Video im Internet als Gewalttäter vorgeführt und tags darauf ermordet aufgefunden wird. Im Zuge der Aufklärung des Falls kommt ans Licht, dass Nick Brewer offenbar ein Doppelleben führte und scheinbar Beziehungen zu mehreren anderen Frauen pflegte. Auf der Metaebene ist Clickbait eine Kritik an Dating-Portalen, wo sich schnell Verbindungen zu fremden Menschen knüpfen lassen, die vorgeben, jemand ganz anderes zu sein. Auch die Verbreitung von falschen Informationen über die sozialen Netze des Internets spielen eine Rolle.